# Šentvid pri Zavodnju
Šentvid pri Zavodnju – wieś w Słowenii, w gminie Šoštanj. W 2018 roku liczyła 48 mieszkańców.